# Magosto

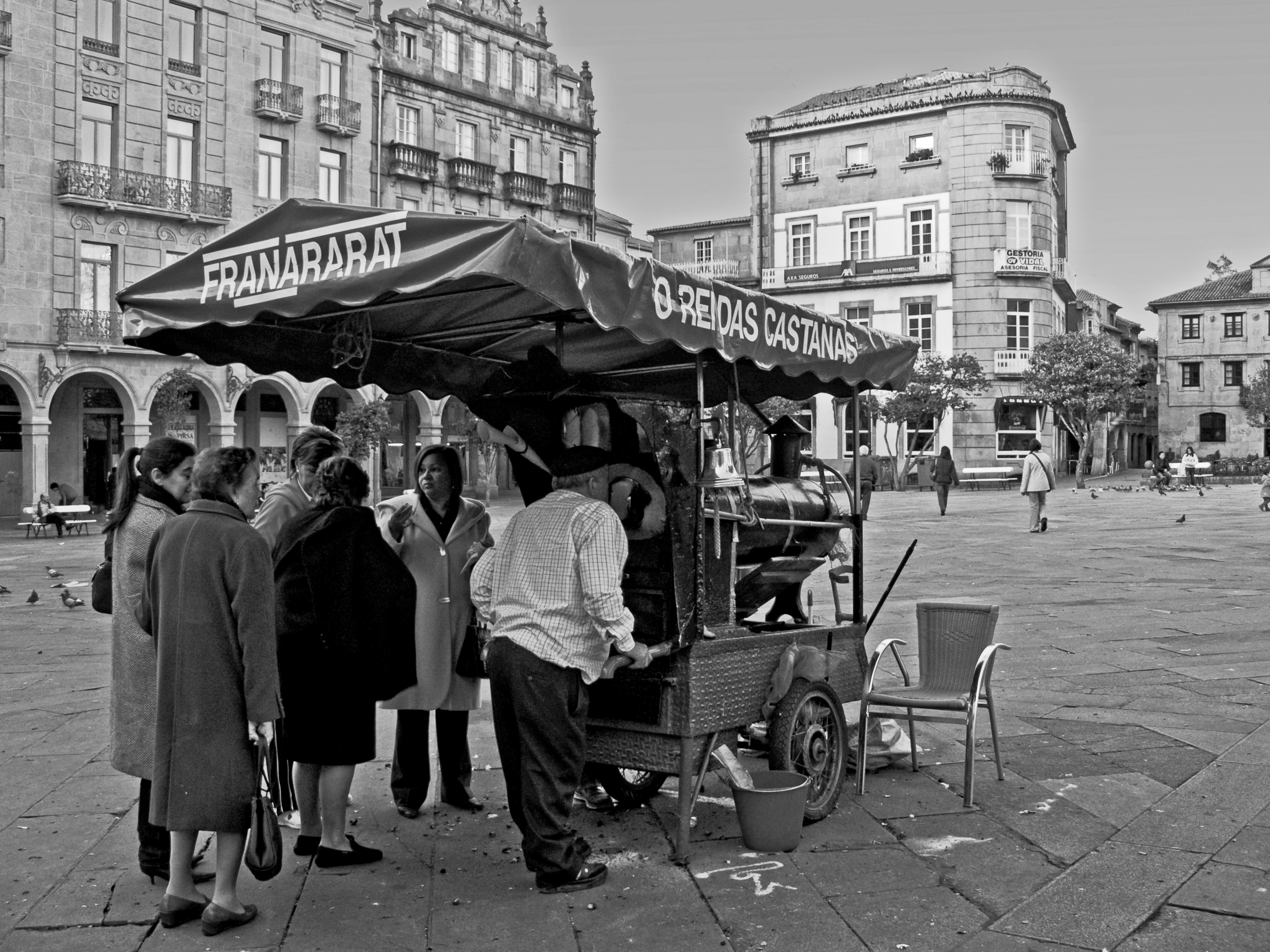
Castañero en la Plaza de la Herrería en Pontevedra.

El magosto, magüesto, magosta, magostu, magüestu, amagüestu o castanyada es una fiesta tradicional en algunas regiones del noroeste de España, como Galicia, Cantabria, Asturias, León, Zamora, Salamanca, Cataluña y Cáceres (Las Hurdes, Carbajo), así como Canarias (Los Finaos). Se trata de una celebración relacionada con la recolección de la cosecha de castañas similar a las fiestas de la vendimia relacionadas con la recolección de la uva. Carece de fecha concreta pero se trata de una costumbre muy arraigada. Se llama magosto a la hoguera preparada para asar las castañas en torno a la cual se reúnen los vecinos para compartirlas y beber vino nuevo, sidra y orujo recién destilado después de la vendimia. Es también una fiesta muy popular en Portugal, donde se la denomina magusto. Se ha difundido también a nivel internacional como chestnut party. Se desconoce el origen etimológico de la palabra magosto.
Los elementos comunes de esta fiesta son la celebración en el mes de noviembre (o finales de octubre) y el tener como elementos principales la castaña y el fuego. Con esta fiesta la castaña recupera la importancia que el maíz y la patata le fueron arrebatando en los últimos siglos.
Es una fiesta de raigambre céltica[cita requerida], la fiesta que celebra el final del verano e inicia la mitad del año oscura y fría. En todas las regiones donde se celebra y especialmente en Galicia y otras zonas del noroeste peninsular, está profundamente relacionada con el culto a los muertos, siendo habitual dejar el fuego de la casa encendido y alimentos en torno a la lareira para que los espíritus de los difuntos de la familia vuelvan a sus hogares durante esta noche a calentarse. Numerosos rituales tradicionales se celebran a lo largo de esta fiesta, tanto para purificarse, curarse, recordar a los antepasados, asistir a misa o visitar al curandero local.

## Historia

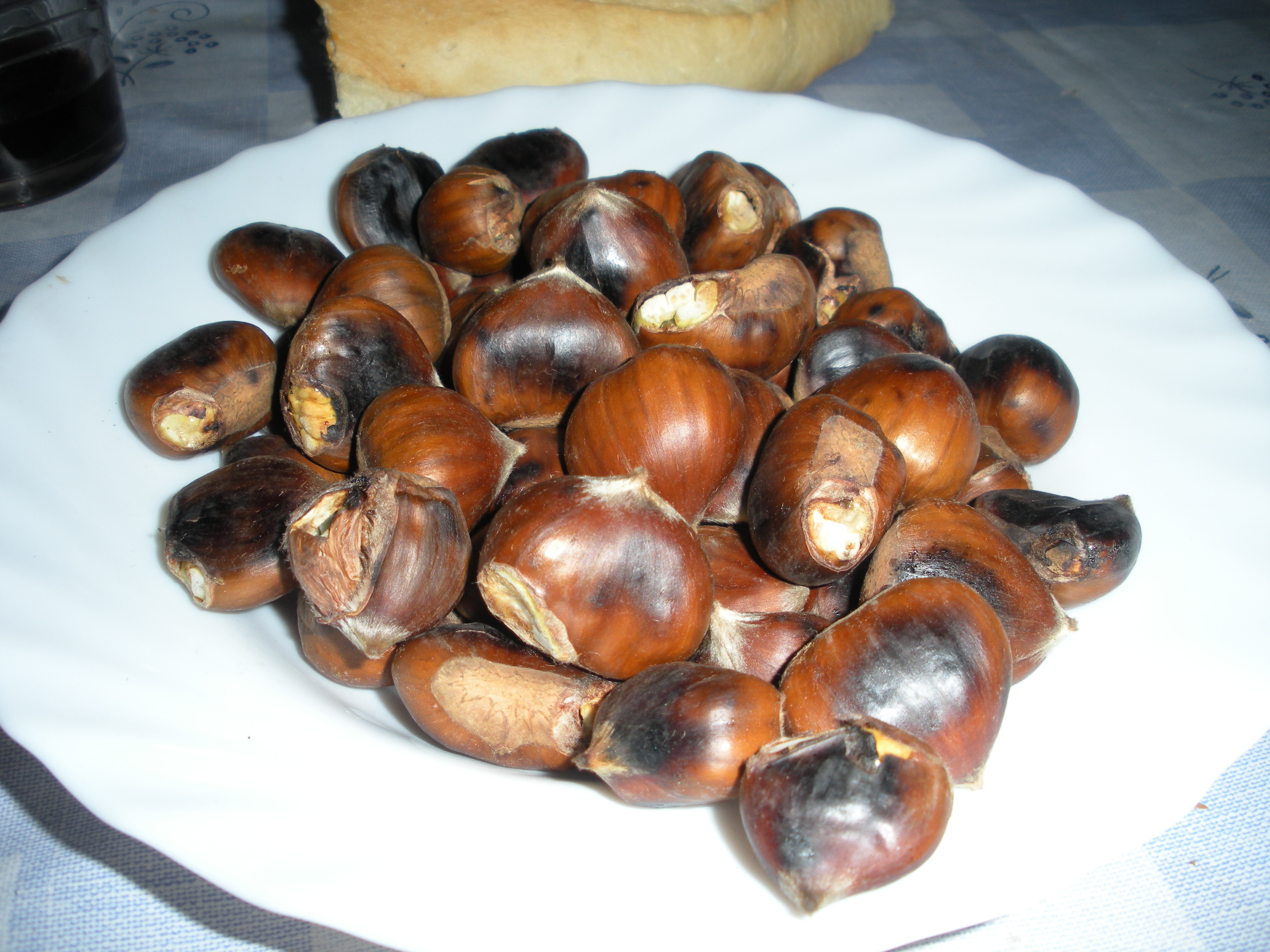
Castañas asadas.

Desde el paleolítico los seres humanos se alimentaron de castañas y bellotas. Con la expansión del cultivo de castaños por los romanos, su fruto se convirtió en la base de la alimentación de la población, como fruto fresco, seco o molido para hacer harina. Desde finales del siglo XVIII la generalización del maíz y la patata de América hicieron que las castañas perdieran su protagonismo en la alimentación campesina.
Hay varias teorías sobre el origen del término magosto: Magnus Ustus (gran fuego) o Magum Ustum (resaltando el carácter mágico del fuego).
Tradicionalmente esta fiesta se realizaba con la recogida de este fruto y servía también como agradecimiento por la cosecha recibida.

## La fiesta
En los días comprendidos entre el 1 de noviembre (Todos los Santos) y el 11 de noviembre (San Martín) (puede celebrarse, también en fechas cercanas, desde finales de septiembre en adelante), se suele celebrar esta fiesta donde no faltan las castañas asadas en el fuego, el vino nuevo y los chorizos.

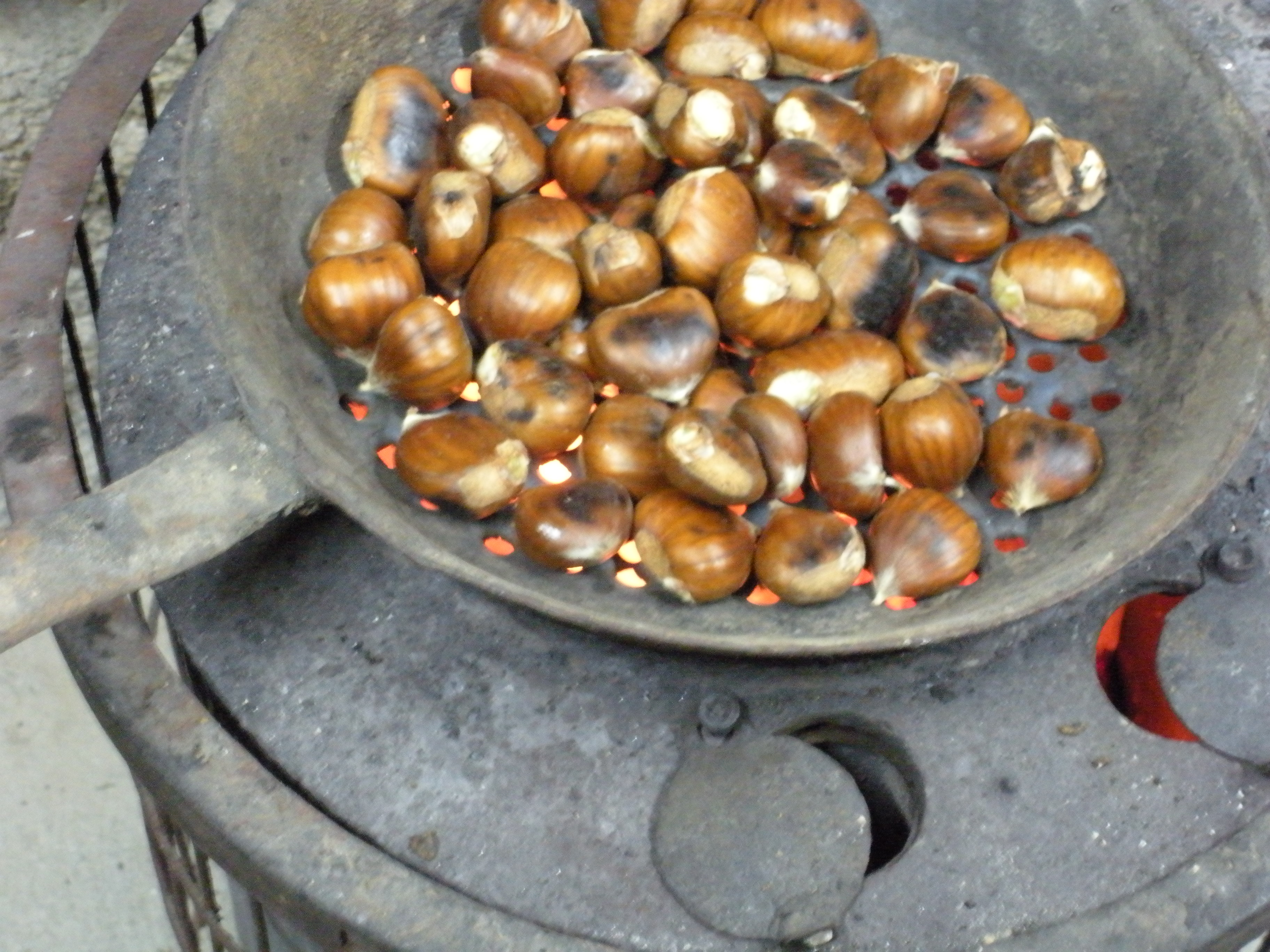
Tixolo (sartén con agujeros) con castañas.

La fiesta consiste en realizar una hoguera y, una vez hay brasas, se coloca sobre ellas un cilindro metálico con agujeros en su base, llamado tambor o, en algunas zonas, tixolo.
Sobre este recipiente, u otro por el estilo, se extienden las castañas a las que previamente se les ha realizado un corte en un extremo para que no salten o exploten. Una vez asadas se pelan y se comen.
Es común tiznarse la cara y el cuerpo con los restos de la hoguera y saltar las hogueras (se dice que trae suerte, pero también puede venir de algún tipo de 'reto' de valentía) así como realizar diferentes juegos tradicionales, contar cuentos, cantar canciones populares y gastar bromas.
En el caso de Orense la fiesta se celebra coincidiendo con la festividad de su patrón, San Martín de Tours, el 11 de noviembre. Es costumbre extendida ir a un monte cercano (en el caso de la ciudad uno de los más usados para este fin es el Monte Alegre) y encender una hoguera en la cual se asarán la carne de cerdo, los chorizos y las castañas. Se aprovecha la ocasión para la degustación del vino nuevo de la cosecha.

## Variantes
Existen celebraciones muy similares, pero con otros nombres, en casi todas las zonas de la península ibérica y en Occitania donde abundan las castañas.
En ellas las castañas se pueden asar con miel o cocidas con leche y se suelen acompañar de otros frutas y dulces de temporada como boniatos, higos, nueces, bellotas, granadas, castaña confitada, dulce de membrillo, pastel de calabaza, huesos de santo y panellets y, a veces, de bebidas como la sidra dulce.
En muchos pueblos los muchachos salen a pedir dichos productos de casa en casa y cada vez más comienza a estar relacionada con Halloween.

### Amagüestu
El amagüestu (también llamado magüestu, magostu o amagostu) es la fiesta homóloga asturiana del magosto, con la variante del acompañamiento de las castañas con sidra dulce, bebida hecha con la manzana que no se fermentará durante el invierno para crear la sidra asturiana. También es conocido bailar la «Danza Prima» y «Riu Verde». En la vigilia de Todos los Santos se celebra el maguestu de Difuntos, en el que las familias asan las castañas alrededor de una hoguera. Al finalizar, las castañas que sobran se suelen tirar al suelo diciendo: «¡Esto ye pa que xinten los difuntos!» (en español, «¡Esto es para que coman los difuntos!»).

### Magosta

#### Cantabria
En Cantabria la asadura de castañas se conoce con el nombre de Magosta. Se trata de una fiesta ancestral que se celebra en numerosos pueblos de la región, y en muchos de ellos se acompaña con la música tradicional bajo el son del «pitu y tambor» y canciones montañesas.
En algunos pueblos cántabros como es el caso de San Mateo, Barros se continúa con la tradición y la Magosta se celebra acompañada de una Romería Montañesa.
José Mª de Pereda en su novela «El sabor de la tierruca» de 1882 describe una magosta en Cumbrales (Polanco) donde los jóvenes lugareños hacían acopio de castañas en la frondosa castañera junto a la mies y tras hacer una hoguera, ponían a asar las castañas que entre risas y tiznes iban comiendo a la vez que danzaban alrededor de la hoguera. La Asociación Sociocultural POLANCO recuperó esta tradición en el municipio polanquino al iniciarse la última década del pasado siglo y, en el mes de noviembre, dedican un día a la fiesta de la «magosta» donde el asado de castaños va acompañado de vino y baile.

#### Zamora y Salamanca
El magosto o magüesto es una de las celebraciones más populares. Esta fiesta, suele reunir a los sanabreses cuando ya se encuentra entrada la temporada otoñal, y consiste en la recogida de la castaña que en esta tierra se celebra organizando reuniones familiares el día de Todos los Santos, durante las cuales este fruto se come asado con miel o cocido con leche. En el caso de Zamora, estas fiestas suelen ser acompañadas con jotas, corridos y agarrados acompañados con los sonidos de la gaita de fole, autóctona de Sanabria, el tambor y el pandero.

### Gaztainerre
Gaztainerre o gaztañarre es el nombre por el que se conoce a esta celebración en el País Vasco. Difiere en que las castañas asadas se cenan acompañadas por caracoles o morokil (masa hecha a base de harina de maíz).
Antiguamente, las castañas, todavía dentro de sus erizos eran almacenadas en lugares al aire libre llamados ericeros que se construían cerca de los castaños y de donde se iban cogiendo según las necesidades. Este tipo de construcciones todavía se pueden ver, ya sin uso, en el parque natural del Gorbea o en el de Urquiola.

### Castañada

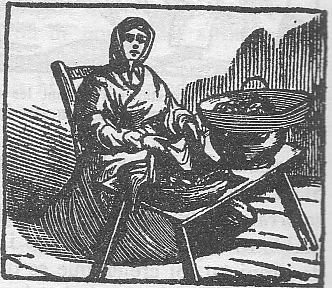
La castañera según un auca del

En la Castañada, la variante catalana y aragonesa de esta fiesta tradicional, no solo se degustan castañas asadas sino que se acompañan de panellets, boniatos y fruta confitada, incluyendo la castaña confitada. La bebida típica de la Castañada es el moscatel.
Parece que la costumbre de ingerir estos alimentos —altamente energéticos— proviene del hecho que durante la noche de Todos los Santos, vigilia del día de los muertos, se tocaba a muertos sin cesar hasta el amanecer; amigos y parientes ayudaban a los campaneros a realizar esta dura tarea, y todos juntos consumían estos alimentos para no desfallecer.
Se suele representar con la figura de una castañera: una mujer mayor, vestida con ropa pobre de abrigo y con un pañuelo en la cabeza, delante de un puesto callejero para asar castañas.

### Castanhada
En Occitania también se celebra la Castanhada, pero no se enmarca en el día de Todos los Santos como en Cataluña, sino que es una fiesta de celebración de la llegada del otoño, entre los meses de octubre y noviembre, en la que se reúnen amigos para comer castañas asadas y otros alimentos y celebrar la fiesta.

### Chaquetía
En Extremadura, se denomina chaquetía o chiquitía a la merienda que los días 1 o 2 de noviembre se realiza en el campo y se consumen frutos del tiempo como higos pasos,  nueces,   bellotas, granadas, castañas y preparados como el dulce de membrillo y también ciertas tortas típicas, bollas, o panes especiales. En muchos pueblos los muchachos salen a pedir dichos productos de casa en casa. Es una tradición que se sigue realizando en localidades de las comarcas de Extremadura como Aceuchal, Almendralejo, Calzadilla de los Barros, Herrera del Duque, Usagre, Puebla de Alcocer, Coria, Moraleja o Mérida. En diversas poblaciones de Extremadura, la celebración recibe el nombre de día de las castañas. En lugares del norte Extremadura recibe también los nombres de chiquitía, calvochá, calbotes o magosto.
En muchos pueblos los niños van de casa en casa cantando la cancioncilla:

Tía, tía, dame la chiquitía, que si no no eres mi tía

Con diversas variantes a lo largo de la geografía extremeña, para pedir las castañas y demás productos que más tarde utilizarán en dicha merienda.
En Torreorgaz (Cáceres), por ejemplo, la canción es:

Tía, la chaquetía,

los pollos de mi tía,

unos cantan y otros pían

y otros piden

¡castañas cocías!

Inicialmente la chaquetía podía referirse al aguinaldo o estipendio que niños recogían de sus familiares o vecinos para atender los toques en los campanarios el día 2 de noviembre – conmemoración del  día de los difuntos.
También se llama chaquetía a la romería o jira que se realiza en esos días (1 o 2 de noviembre) o a la comida que se lleva a al campo en una cesta de mimbre, para merendar en grupo por la tarde en el campo.

### Calbote, Calbotada o Calbotá
Calbote es el término con el que se designa en algunas zonas de las provincias españolas de Ávila, Cáceres, Badajoz y Toledo a la castaña asada y la celebración de esta fiesta (calbote o calbotá).
En la zona castellano y leonesa del Valle del Tiétar, a esta tradición se la conoce con el nombre de calbotá, y en algunas localidades, como moragá. En el caso específico del municipio de Pedro Bernardo, ubicado al sur de la Provincia de Ávila en las estribaciones de la Sierra de Gredos, la calbotá goza de gran tradición desde tiempos inmemoriales, aunque el auge ha venido dado por la organización de una fiesta popular en el centro del pueblo en el día de los Santos, organizada sin ánimo de lucro desde el año 2000 por el Club de Vuelo y Montaña de Pedro Bernardo y la Plataforma por el Futuro de Pedro Bernardo.
Sobre la tradición de la calbotá en Pedro Bernardo, el investigador local Pedro Granado, cita en el capítulo XI de su libro «Sangre Cucharera» (ver referencia) algunos aspectos sobre el origen, desarrollo y situación actual de la fiesta de la calbotá:

El 1º de noviembre, día de Todos los Santos, se celebra en el pueblo desde hace siglos La Calbotá. Un ritual que consiste en la reunión de amigos, vecinos y familiares que acuden al campo para asar castañas y compartirlas. En muchos lugares se han inventado utensilios para asar las castañas, como cilindros, sartenes agujereadas, y otros instrumentos. Pero el método genuino usado por los cuchareros (habitantes de Pedro Bernardo) consiste en elaborar un corralillo de piedra de unos 50 cm. De diámetro, dónde se deposita una capa de agujúos secos (acículas del pino) al fondo; sobre ese lecho se deposita una capa de castañas, que a su vez se cubren de otra cama de agujúos donde se colocarán otras pocas castañas, y así sucesivamente hasta llenar el corral. Acto seguido se prende fuego a la primera capa de agujúos por entre las piedras del corral y una vez que se ha quemado todo, las castañas están listas. Hay que sacarlas del círculo de piedra y hacerlas sudar con hojas de helecho frescas, para que se pelen con facilidad.  La calbotá se sigue celebrando fervorosamente en el pueblo, donde dicho sea de paso, cada vez hay menos castaños, debido a los incendios, a las talas de antaño, a las epidemias como la tinta, y al propio cambio climático. Desde hace varios años, se celebran calbotás populares en el Parque del Rollo, a cargo de La Plataforma y el Club de Vuelo, que siembran las castañas sobrantes en el monte cucharero.

La calbotá es una tradición de origen medieval y cristiano, que a su vez procede del Samhain que celebraban los pueblos celtas. El Samhain, el “final del verano” ha dado lugar también a la festividad sajona de Halloween, y fue absorbido por los romanos, que lo pasaron al cristianismo. Desde aquello, el cristianismo celebra la festividad de Todos los Santos, coincidiendo con el inicio del calendario celta. Esta celebración se realiza bajo otros nombres pero con el mismo ritual en otros lugares de Europa. En España, la Calbotá es propia del Valle del Tiétar, Sierra de Béjar y La Vera.
Pero incluso dentro de nuestro Valle tiene otras denominaciones. Por ejemplo, se llama Moragá en El Hornillo y en algún pueblo del barranco de las Cinco Villas. Fuera de aquí, en Las Hurdes se llama carbochá (en dicha comarca extremeña existe la creencia popular de que el Fuego de Todos los Santos sirve para calentar a las ánimas que rondan alrededor), en Galicia se llama Magosto, en Asturias Magüestu, en el País Vasco es el Gaztainerre eguna (día de las castañas) y en Cataluña la castanyada. En Portugal es el Magustu y en el sur de Francia se comen también castañas en ese día.
En Garganta la Olla (Cáceres) se denomina también Calvotá o hacer calvotes. Tradicionalmente el día de los Santos los niños pedían por los casas con la siguiente canción:

Ángeles somos del cielo venimos

a pedir algo para los Santos

Higos y Castañas

Nueces y Avellanas

Algo de vino y pedazos de TOCINO!!!

### Los Finaos
La Fiesta, Noche o Velada de Los Finaos, es una celebración popular canaria que se celebra la víspera de Todos los Santos, el 31 de octubre. Los Finaos, son los difuntos, los que han llegado a su fin, a los que se recuerda y rinde homenaje en este día.
Antiguamente se reunían familiares, amigos y vecinos, y se velaba toda la noche contando anécdotas de los finaos, haciendo cuentos y chascarrillos. Para combatir el frío de la noche, se bebía vino, anís y ronmiel, mientras se comían frutos de la época, castañas, nueces y dulces típicos.
Con el paso del tiempo, fue cobrando un carácter más lúdico, hasta el punto de que todo el pueblo celebra este día en la plaza principal, con un vasito de anís o ronmiel en una mano, y en la otra un cono de papel para intentar coger un puñado de castañas asadas de los fogones de leña donde las tuestan. La "finada" además está amenizada con parrandas, rondallas y otros grupos musicales.
La tradición canaria de Los Finaos, marca que los niños y niñas lleven una talega y visiten casa por casa preguntando "¿hay santos?". Si la respuesta es que sí, se regala, tradicionalmente, almendras, nueces o castañas. También se pasan higos secos y tunos. Con la influencia del Halloween, ahora es común escuchar "truco o trato" y recibir chocolatinas, caramelos y otras golosinas.
Para la celebración familiar, se hacían platos más elaborados como el queso de almendras y el de higos, el frangollo, piñones, o el Pan de Finaos, con sus exquisitas variedades: buñuelos, pan de huevo, botadas, empanadas, guaguas de pan y el singular champús. También se podía llegar a matar algún animal y convidar a todos los invitados a una gran comida.

### Magusto
El magusto es la celebración de la fiesta de la castaña en Portugal. En esta fiesta la gente se hace bromas, se manchan con las cenizas y cantan canciones. Se realiza en fechas festivas: en el día de San Simón, en el Día de Todos los Santos o en el día de San Martín.
En la Aldeia Viçosa el «Magusto da Velha» es una tradición local. Leite de Vasconcelos consideraba al magusto como el vestigio de un antiguo sacrificio en honor de los muertos y refiere que en Barqueiros era tradición preparar, a media noche, una mesa con castañas para que los muertos de la familia fuesen a comer; nadie más tocaba las castañas porque se decía que estaban «babadas de los difuntos».
La celebración del magusto está asociado a una leyenda que decía que un soldado romano, al pasar a caballo vio a un mendigo casi desnudo, como no tenía nada para darle, cortó su capa por la mitad con su espada; estaba un día lluvioso y se dice que en ese preciso momento paró de llover, de ahí viene la expresión: «Verano de San Martín».